# Mike Elizondo

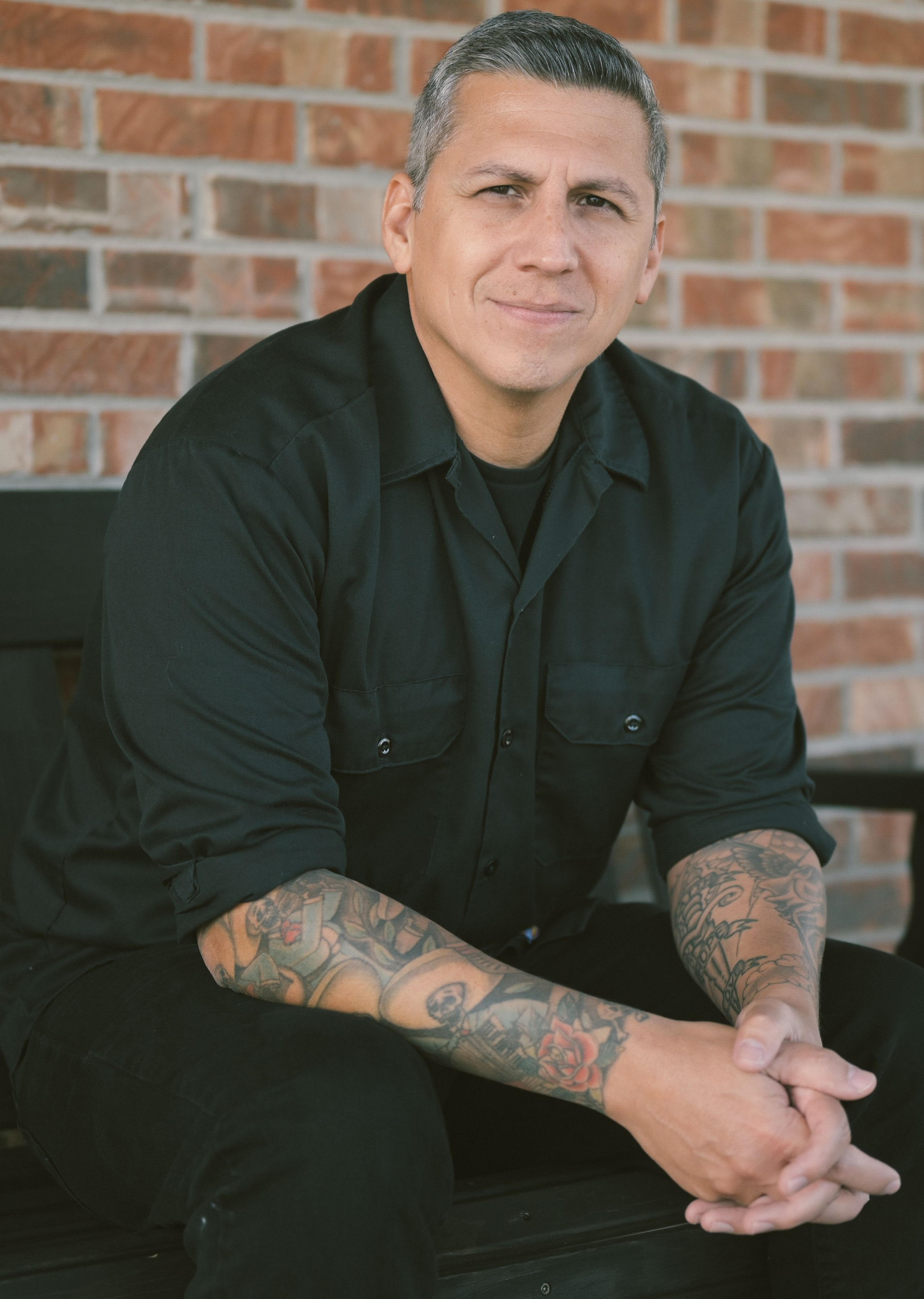
Mike Elizondo

Michael A. Elizondo Jr. (geb. 22. Oktober 1972) ist ein US-amerikanischer Musikproduzent und Musiker. Er wurde vor allem durch Kooperationen mit den Rappern Dr. Dre und Eminem bekannt. 

## Leben
Elizondo wurde in Los Angeles geboren und lernte vom Kindesalter an Klavier, Saxophon und E-Bass zu spielen. 1995 lernte er den Emmy-Award-Gewinner Richard Wolf kennen, über den er an Jobs als Studiomusiker gelangte. So kam Elizondo auch erstmals mit Dr. Dre in Kontakt, für den er ab 1997 verstärkt arbeitete. Als Dr. Dre den noch relativ unbekannten Rapper Eminem unter Vertrag nahm, bot er Elizondo an, als Songwriter für dessen zweites Album tätig zu sein. Das erste von Elizondo mitgeschriebene Lied, das veröffentlicht wurde, war The Real Slim Shady. Der Song wurde um Elizondos Bassline herum aufgebaut.
Zur selben Zeit hatte er auch das Angebot, als Bassist bei Linkin Park einzusteigen, entschied sich jedoch nach einem Gespräch mit Mike Shinoda für die Weiterarbeit mit Dr. Dre. Der Erfolg von The Real Slim Shady verhalf Elizondo zu weiteren Arbeiten, so arbeitete er auch schon außerhalb des Hip-Hops erfolgreich mit Künstlern wie zum Beispiel Pink oder Nelly Furtado oder den Metal-Acts Mastodon und Avenged Sevenfold. Dem Duo Dr. Dre/Eminem blieb er in den Folgejahren jedoch ebenfalls treu und produzierte sowie spielte Instrumente ein für assoziierte Künstler wie 50 Cent oder Obie Trice. 2005 wurde Elizondo von Fiona Apple beauftragt, das von ihrem Label als „zu unkommerziell“ eingestufte Album Extraordinary Machine zu überarbeiten. Gemeinsam mit Brian Kehew baute er die bereits aufgenommenen Lieder auf der Grundlage von Apples Klavierspiel und Stimme neu auf.
Des Weiteren produzierte er 2005 für Alanis Morissette den Song Wunderkind für den Film Die Chroniken von Narnia: Der König von Narnia, der ihr in der Kategorie Bester Filmsong eine Nominierung bei den Golden Globe Awards 2006 einbrachte. Auch an ihrem Album, das 2007 erschien, war er beteiligt. Am 8. März 2024 erschien das Lied Digging in the Dirt von Peter Gabriel in einer von Elizondo produzierten Coverversion von Sheryl Crow, in der Peter Gabriel mitsingt.